# Conrad Celtis

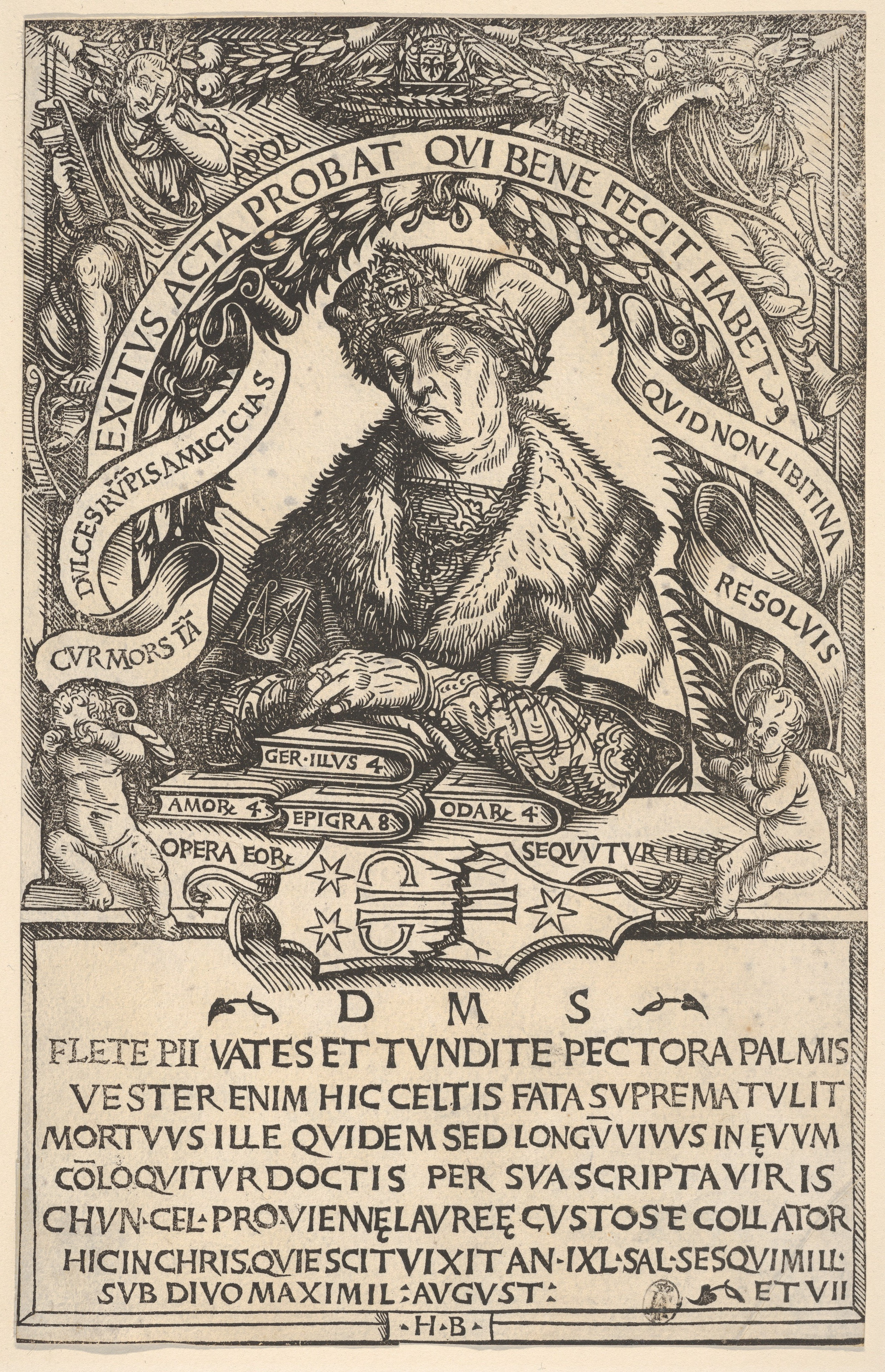
Conrad Celtis: Gedächtnisbild von Hans Burgkmair dem Älteren, 1507

Conrad Celtis (auch Konrad Celtis und Konrad Celtes) mit dem Beinamen Protucius (* 1. Februar 1459 in Wipfeld am Main, südlich von Schweinfurt; † 4. Februar 1508 in Wien) war ein deutscher Humanist und Dichter.
Der Name Celtis ist die nach Humanistenbrauch vorgenommene Latinisierung des Familiennamens Bickel oder Pyckell, wohl nach dem Pickel des Winzers. Der Beiname Protucius beruht auf der Gräzisierung Protykos, die auf ein ähnliches Werkzeug Bezug nimmt: altgriechisch τύκος tykos („Meißel“), erweitert um die Vorsilbe προ- („vor-“).

## Leben und Wirken

### Ausbildung
Als Sohn eines Winzers geboren, ging der junge Celtis wohl in Würzburg zur Schule und studierte dann an der Universität zu Köln, wo er 1479 das Bakkalaureat in den Artes liberales erwarb und sich im Anschluss theologischen Studien widmete, ohne hier einen Abschluss zu erreichen. Kritik übte er an der Ausbildung, da weder lateinische Grammatik und Rhetorik gelehrt werde noch Mathematik und Astronomie. 1482 unternahm er eine Bildungsreise nach Buda, wo er Kontakt zum Gelehrtenkreis um Matthias Corvinus aufnahm.
1484 ging er an die Universität Heidelberg und nahm seine Artes-Studien wieder auf, mit dem Schwerpunkt auf Poetik und Rhetorik. Dabei erwarb er sich rudimentäre Kenntnisse im Griechischen und Hebräischen und wurde in einen Kreis von Humanisten eingeführt, der sich unter der Förderung des kurpfälzischen Kanzlers und Wormser Bischofs Johann XX. von Dalberg in Verbindung mit Universität und Hof gebildet hatte. Celtis wurde in Heidelberg vom Herbst 1484 bis zu dessen frühem Tod im folgenden Jahr Schüler des bedeutenden niederländischen Humanisten Rudolf Agricola, von dem er wichtige Anregungen für sein späteres Werk übernahm. Hier lernte er wahrscheinlich auch die Verbindung von humanistischer Bildung und Interesse für die bildenden Künste kennen, die später kennzeichnend für seine Zusammenarbeit mit Künstlern wie Albrecht Dürer wurde. Agricola selbst betätigte sich auch als Musiker und Maler.
Die Latinisierung des Namens von Celtis war schon vorher erfolgt, jetzt konnte er ihn auch in das Griechische umsetzen, nach den tria nomina der Römer. Die Wörter waren in beiden Sprachen ausgesprochen selten, das heißt gelehrt, wobei die Erweiterung des Griechischen zu dem prononcierten „Vor-Meißler“ einen Anspruch als Vorkämpfer der griechischen Studien vertritt, der zumindest in dieser Zeit sicher übertrieben war. 1485 absolvierte Celtis das Magisterexamen in Heidelberg.

### Auf Reisen
1486 unternahm Celtis eine zweite Bildungsreise nach Italien. Dabei tauschte er sich mit Gelehrten wie Marsilius Ficinus, Philippus Beroaldus, Pomponius Laetus und Marcus Antonius Sabellicus aus und vertiefte in Padua, Ferrara, Bologna, Florenz, Venedig und Rom seine Studien.
Im Anschluss daran lehrte er bis 1487 Poetik an der Universität Erfurt, der Universität Rostock und der Universität Leipzig und wurde am 18. April 1487 auf dem Nürnberger Reichstag von Kaiser Friedrich III. zum Poeta laureatus gekrönt.
Im Frühjahr 1489 reiste er über Dalmatien, Kroatien und Ungarn nach Krakau, um sich an der dortigen Universität der Mathematik und Astronomie zuzuwenden. Dort gründete er die Sodalitas Vistulana als erste der wissenschaftlichen Gesellschaften. Zwischenzeitlich begab er sich nach Preußen und ins Weichselland, bevor er über Stationen in Prag und 1491 in Nürnberg nach Ingolstadt gelangte, wo er 1491/92 eine außerordentliche Professur für Rhetorik und Poetik übernahm. Damals trat er auch in Kontakt mit Albrecht Dürer und dem Nürnberger Kreis von Humanisten und begann, die bildende Kunst in seine Projekte mit einzubeziehen.
Im Winter 1492 übernahm er die Leitung der Domschule in Regensburg und war 1495/96 Lehrer der Söhne des Kurfürsten Philipp von der Pfalz in Heidelberg.

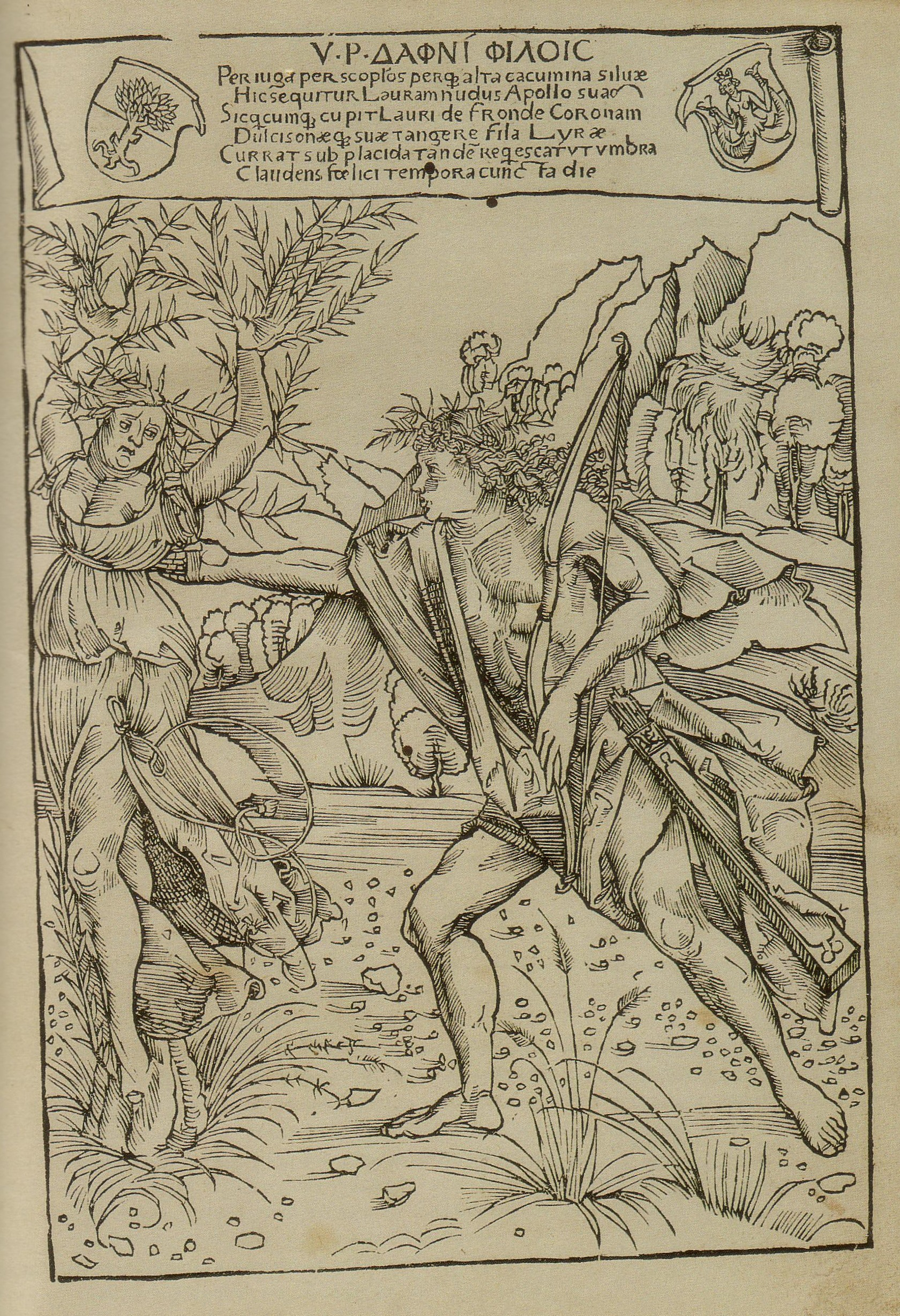
Holzschnitt aus den Amores von 1502

### In Wien
Sein letztes Lebensjahrzehnt verbrachte er vorwiegend in Wien, wo er 1497 von König Maximilian I. zum „ordinierten Lektor“ für Rhetorik und Poetik berufen wurde. Der Kaiser erteilte ihm 1501 das älteste Reichsprivileg für den Druck der von ihm herausgegebenen Werke Roswithas von Gandersheim.
Auf seine Initiative hin kam es an der Universität zur Gründung eines Collegium poetarum et mathematicorum, einer humanistisch geprägten Einrichtung mit insgesamt vier Lehrern: zwei für Poetik und Rhetorik sowie zwei für mathematische Disziplinen. Hier wird die von Celtis angestrebte Verbindung von Poesie und Naturforschung sichtbar. Als Studienabschluss war die Krönung zum Dichter (laureatus pro poeta) vorgesehen. Die im Namen Maximilians I. verfasste Gründungsurkunde ist datiert mit Bozen, 31. Oktober 1501. Als Vorsteher („Superintendent“) war Celtis vorgesehen, eröffnet wurde es am 1. Februar 1502. Die frühere Vermutung, dass dieses Poetenkolleg spätestens mit Celtis’ Tod zu existieren aufhörte, ist inzwischen widerlegt, es existierte bis etwa 1530.
Sein Ruf als Gelehrter seiner Zeit ließ ihn auch an der ersten Baccalaureatspromotion an der neu gegründeten Universität Wittenberg teilnehmen, bevor er sich 1504 nach Böhmen begab, wo er Material für seine Germania illustrata sammelte.

### Leistungen

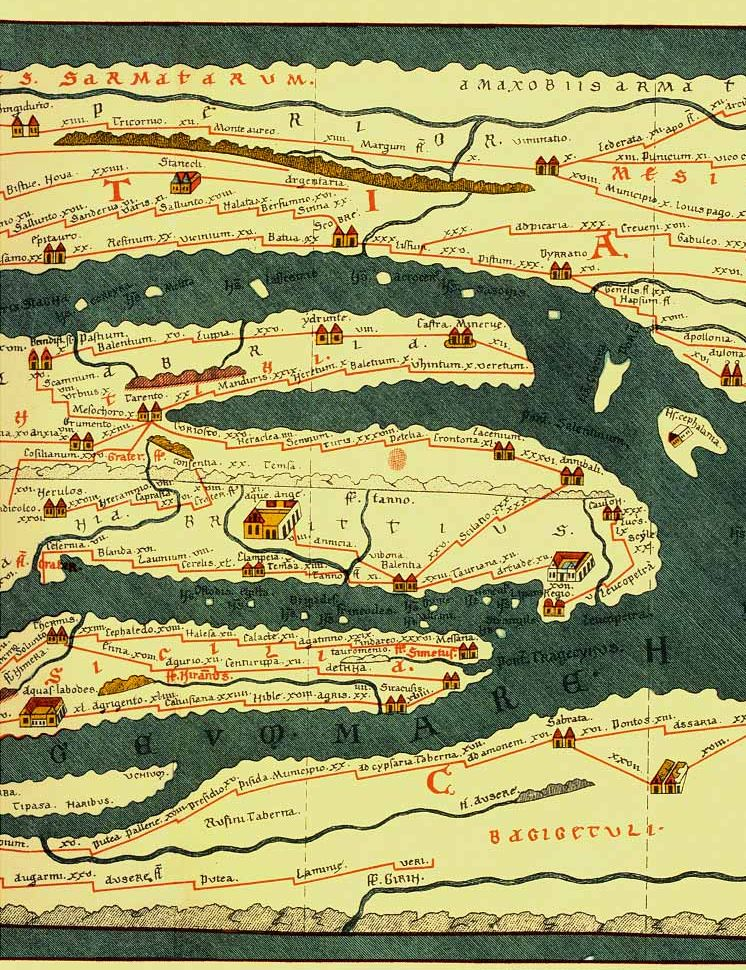
Die von Conrad Celtis entdeckte Tabula Peutingeriana (Ausschnitt)

Celtis, der als deutscher „Erzhumanist“ bezeichnet worden ist, gründete mehrere wissenschaftliche Gesellschaften (Sodalitäten), so 1491 die Sodalitas litteraria Rhenana und 1497 die Sodalitas litteraria Danubiana. Sein Briefwechsel ist eine wichtige Quelle für das gelehrte Netzwerk des deutschen Humanismus. Celtis gehört zu den wenigen Wegbereitern des Griechischen im Deutschland des ausgehenden 15. Jahrhunderts.
In seinen lyrischen Werken ahmte Celtis Ovid und Horaz nach. Als Hauptwerk dürfen die Quattuor libri amorum („Vier Bücher Liebesgedichte“, Nürnberg 1502) betrachtet werden. Albrecht Dürer lieferte dazu Holzschnitt-Illustrationen. Unter anderem ist ein geografisches Schema Deutschlands beigefügt, das Böhmen und die Elbe in der Mitte Deutschlands ansiedelt, umrahmt von vier deutschen Städten. Außerdem trat Celtis als Epigrammautor hervor und als Verfasser einer Poetik (Ars versificandi et carminum, 1486).
Celtis war nicht nur als Poet bedeutend, sondern auch als Geograph und Editor. Er entdeckte eine Straßenkarte des Römischen Reiches wieder, die später den Namen Tabula Peutingeriana erhielt. Im Kloster Sankt Emmeram in Regensburg fand er 1493/94 eine Handschrift mit den lateinischen Werken der Hrotsvit von Gandersheim, die er 1501 in Nürnberg herausgab (Opera Roswithae). Zudem betätigte er sich als Herausgeber von Werken Senecas und der Germania des Tacitus.
Schließlich ist das große Projekt der Germania illustrata zu nennen, das alle wissenschaftlichen Erkenntnisse seiner Zeit zur Geschichte Deutschlands vermitteln sollte. Außer dem Konzept stammten von ihm die Beiträge Germania generalis (1500) und das Stadtporträt von Nürnberg De origine, situ, moribus et institutis Norimbergae libellus (1502). Weitere Untersuchungen trugen u. a. Johannes Aventinus und Beatus Rhenanus bei.
Während des 16. Jahrhunderts erreichten nur wenige Humanisten die Lebendigkeit von Celtis’ Gedichten und konnten es schwerlich mit der Extravaganz seines Lebens aufnehmen. Viele widmeten hingegen einen Großteil ihrer wissenschaftlichen Tätigkeit der deutschen nationalen Vereinigung und der Religionsreform. Zu Celtis Schülern gehörten Vincenz Lang (Vincentius Longinus Eleutherius, † 1503) und Wilhelm Kopp († 1532). Celtis starb am 4. Februar 1508 im Alter von 49 Jahren an Syphilis. Er wurde im Wiener Stephansdom beigesetzt.

## Zeitgenössische Zeugnisse

### Gedächtnisbild
Holzschnitt von Hans Burgkmair d. Ä. (laut Monogramm ·H·B· unten in der Mitte), 217 × 145 mm, datiert 1507 bzw. 1508. Bildprogramm und Texte stammen von Celtis selber.
Als „Sterbebild“ wird oft das Gedenkblatt bezeichnet, das Celtis für seine Freunde, zu denen etwa der Theologe Permetter gehörte, schaffen ließ, als er seinen Tod nahen fühlte. In der Gestaltung ist es an das Vorbild römischer Grabplastik angelehnt, in dieser Form erstmals und auch nie wiederholt. Der Holzschnitt wurde von Burgkmair nach einer Skizze angefertigt, die er in Augsburg genommen hatte und nach der er auch eine Gedenkmünze geschaffen hat.
Der Dichter ist mit geschlossenen Augen und trauernd dargestellt, aber im kostbaren Ornat des Poeta laureatus. Er sitzt in einem Bogen aus zwei Lorbeergirlanden, an dem sich Spruchbänder entlang winden, die Betrachtungen über Tod und Nachleben anstellen. In ihnen verbindet sich auf charakteristische Weise christliche Todesmeditation mit heidnisch-römischem Ruhmesdenken. Die Hände ruhen auf einem Stapel von vier Büchern mit den Kurztiteln seiner Werke, die freilich auch zur Zeit seines Todes weitgehend nur geplant waren (erschienen war bis dahin lediglich das Buch der Amores). Die „Opera“ sollen ihm in der Nachwelt „nachfolgen“, wie das Zitat aus der Geheimen Offenbarung (14,3) in kühner Abwandlung des eigentlichen Sinnes sagt. Vor der Gestalt des Autors ist auf einer Steinbrüstung ein Wappenschild mit seinen Namensinitialien CC und einer Inschrift angebracht, die außer zwei Distichen an den Leser formale Angaben zu Leben und Tod enthält.
Abzüge des Holzschnitts sind in drei verschiedenen Fassungen überliefert. Der erste Zustand war so fehlerhaft (eines der Spruchbänder war zum Beispiel in Spiegelschrift wiedergegeben), dass noch im gleichen Jahr eine Neuauflage gefertigt wurde. Der dritte Zustand gibt korrekt das Todesjahr VIII (1508) statt VII (1507) an; in dieser Fassung wurden Abzüge an die Freunde versandt.

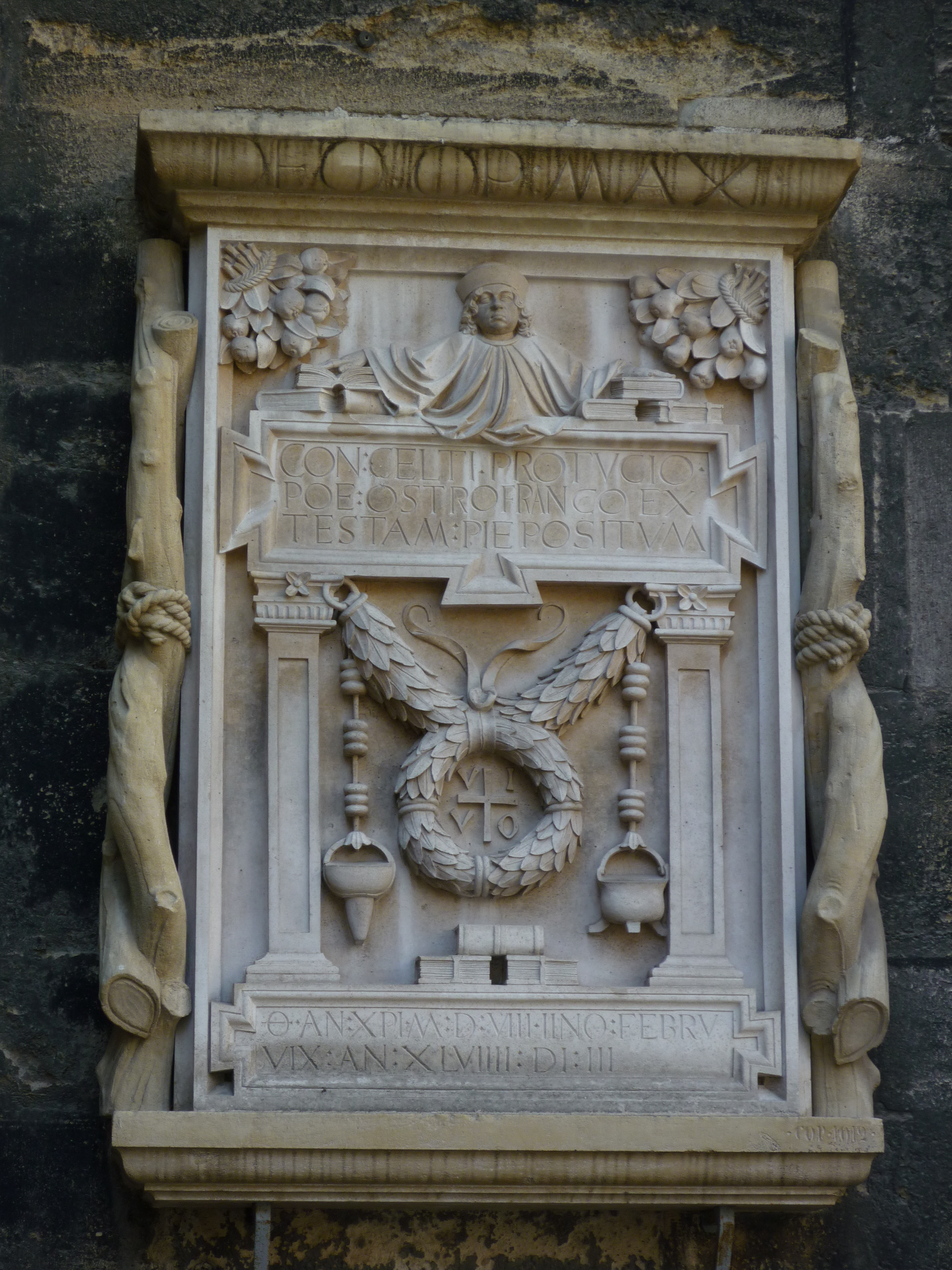
Epitaph (Kopie) am Wiener Stephansdom

### Inschrift auf dem Grabmal im Stephansdom zu Wien
Celtis wurde zunächst an der Ostseite des Nordturms des Stephansdoms beigesetzt, wo heute eine Kopie seines Grabsteines steht. Der Originalstein aus der Zeit um 1515 ist heute im Inneren in die Westwand eingelassen. Die Inschrift lautet:
Gott dem Besten und Größten [geweiht]. Für Conrad Celtis Protucius, den Dichter aus Ostfranken, aufgrund seines Testamentes pflichtschuldig errichtet.
ICH LEBE [in der Lorbeerkrone: VIVO]

## Nachleben
Nach Celtis wurde 1964 das Humanistische Gymnasium in Schweinfurt benannt. Ebenfalls seinen Namen tragen Straßen, u. a. in München, Nürnberg und Wien sowie in seinem Heimatdorf Wipfeld. Dort wurde zudem 1978 das örtliche Wappen in Anlehnung an sein Monogramm gestaltet. Seit 1998 trägt das Celtis-Tor auf dem Campus der Universität Wien seinen Namen.
Eine von Fidelis Schönlaub gefertigte Büste fand Aufstellung in der Ruhmeshalle in München. Das Literaturhaus Wipfeld beherbergt eine Dauerausstellung und präsentiert mittels Audiostationen Auszüge aus seinem Werk.

## Werke (Auswahl)

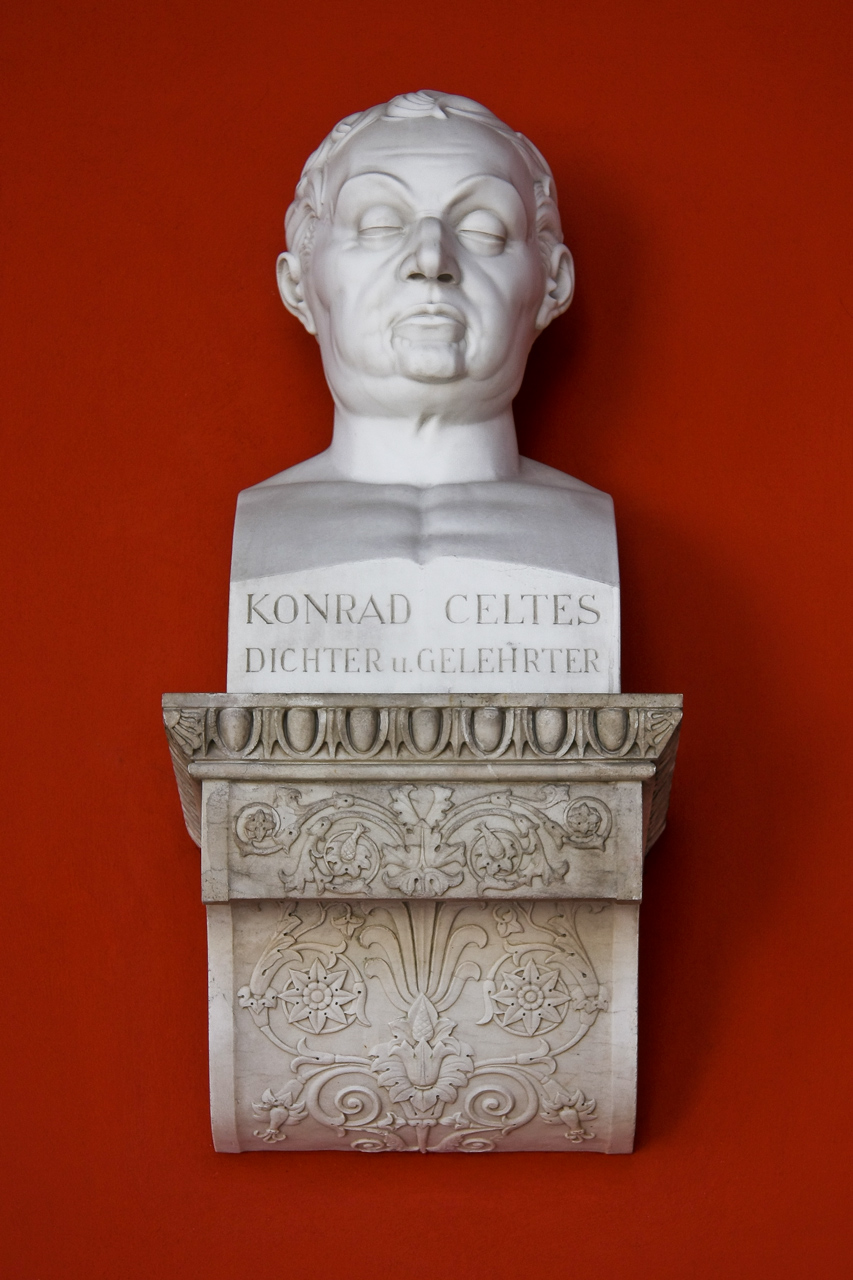
Büste in der Ruhmeshalle, München

- Ars versificandi et carminum, Leipzig 1486, 1492
- Epitoma in utramque Ciceronis rhetoricam cum arte memorativa nova et modo epistolandi utilissimo, Ingolstadt 1492
- De Mundo des Apuleius, Wien 1497
- Carmen saeculare, Wien 1500
- Norimberga, 1495
- Ode auf St Sebald, Basel 1495
- Oratio in gymnasio Ingolstadio, 1492
- Germania generalis
- Ludus Dianae, Uraufführung Linz 1501[12], Augsburg 1505
- De origine, situ, moribus et institutis Norimbergae libellus, 1502
- Quattuor libri amorum (Amores), Nürnberg 1502
- Rhapsodia, Uraufführung Wien 1504[12], Augsburg 1505
- Germania illustrata, unvollendet
- Peter Danhauser (Hrsg.): Archetypus triumphantis Romae, unvollendet

Als Herausgeber
- Germania des Tacitus, Wien 1500
- Schriften Hrotsvithas von Gantersheim, Nürnberg 1501
- Sodalitas Augustana, gemeinsam mit Konrad Peutinger

## Textausgaben, Übersetzungen und Kommentare
- Kurt Adel (Hrsg.): Conradi Celtis quae Vindobonae prelo subicienda curavit opuscula. Teubner, Leipzig 1966 (kritische Edition)
- Gerhard Fink (Übersetzer): Konrad Celtis: „Norimberga“. Ein Büchlein über Ursprung, Lage, Einrichtungen und Gesittung Nürnbergs. Vollendet um das Jahr 1500, gedruckt vorgelegt 1502. Nürnberger Presse, Nürnberg 2000, ISBN 3-931683-06-0 (Einführung und Übersetzung).
- Joachim Gruber (Hrsg.): Conradi Celtis Protucii Panegyris ad duces Bavariae. Harrassowitz, Wiesbaden 2003, ISBN 3-447-04697-X (kritische Edition mit Übersetzung und Erläuterungen)
- Gernot Michael Müller (Hrsg.): Die „Germania generalis“ des Conrad Celtis. Studien mit Edition, Übersetzung und Kommentar. Niemeyer, Tübingen 2001, ISBN 3-484-36567-6 (kritische Edition)
- Hans Rupprich (Hrsg.): Der Briefwechsel des Konrad Celtis. C. H. Beck, München 1934 (kritische Edition)
- Helmuth Grössing (Übersetzer): Conradus Celtis Liebeslieder, Metrische Übersetzung von Helmuth E. Grössing, Erasmus, Wien 2021, ISBN 978-3-9502954-5-0

## Weblinks

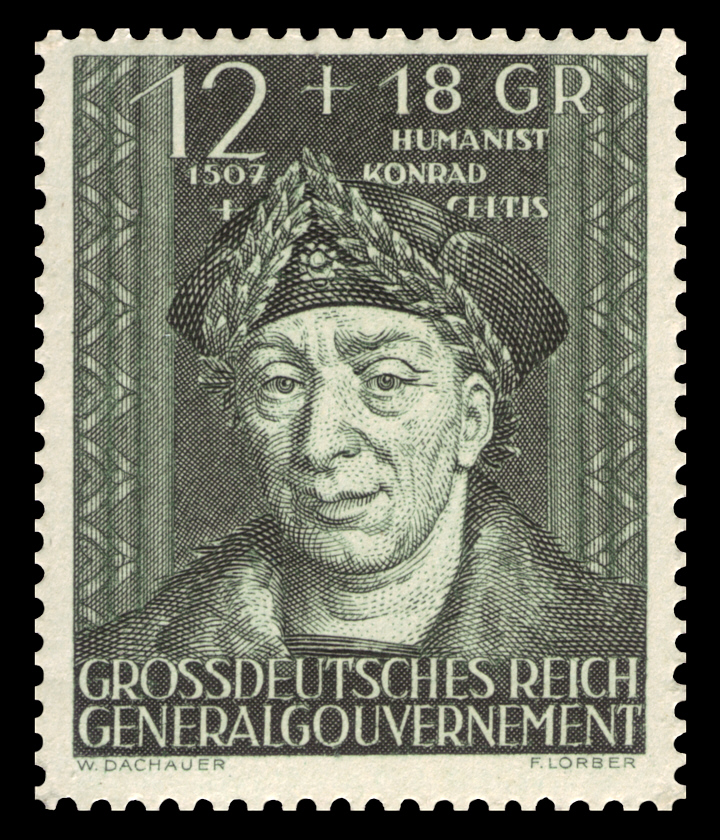
Briefmarke von 1944